# Markus Spieker

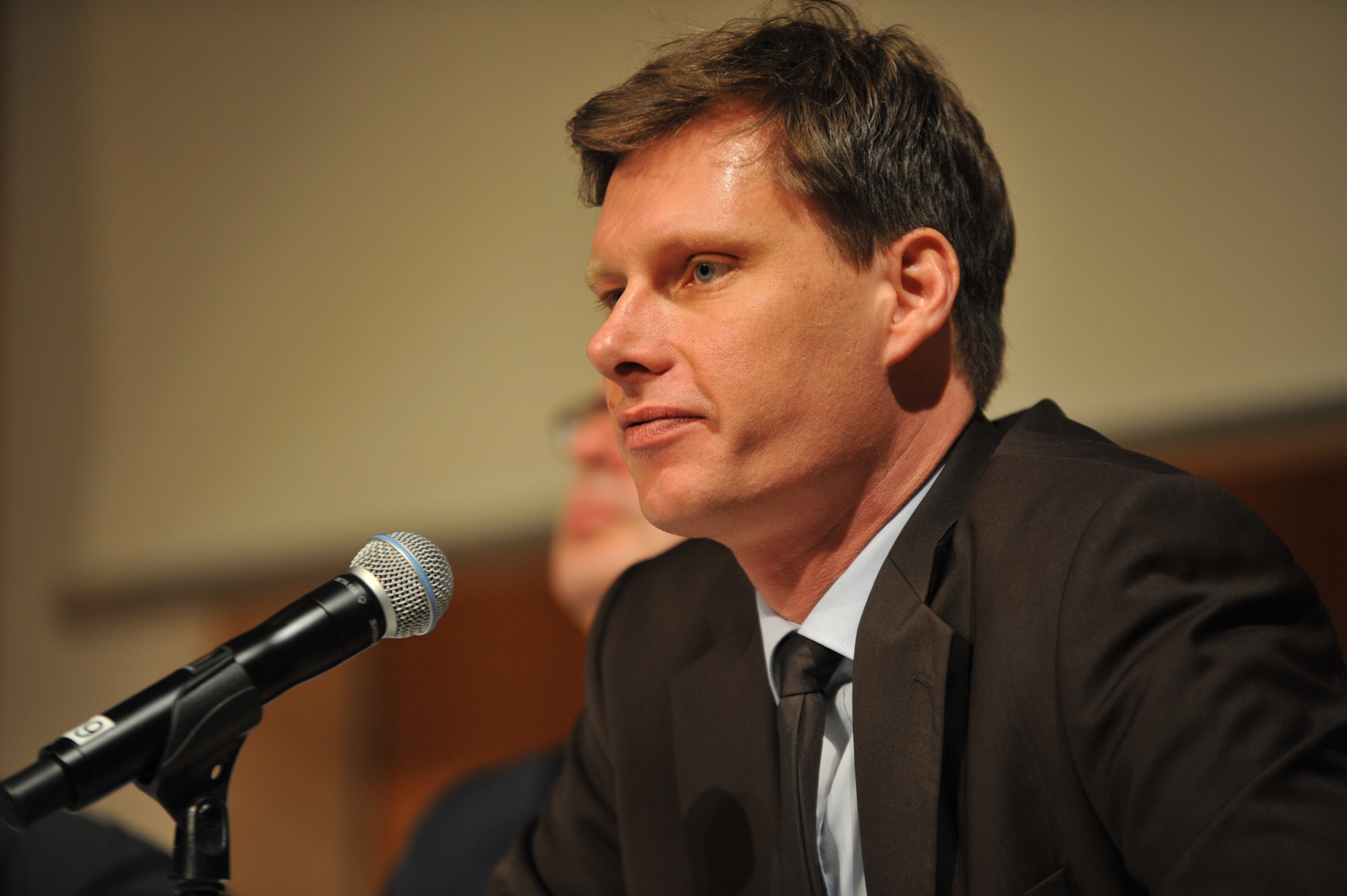
Markus Spieker, 2013

Markus Spieker (* 1970 in Duisburg) ist ein deutscher Autor und Journalist. Er war ARD-Korrespondent in Berlin. Zwischen 2014 und 2018 leitete er das ARD-Studio in Neu-Delhi und war als Korrespondent für Südasien zuständig. Seit seiner Rückkehr nach Deutschland ist er beim MDR in Leipzig tätig.

## Leben und Wirken
Markus Spieker wurde in Duisburg als Pastorensohn geboren. Er studierte in Gießen und Los Angeles. In seiner Dissertation Hollywood unterm Hakenkreuz. Der amerikanische Spielfilm im Dritten Reich beschäftigte er sich mit nationalsozialistischer Filmpolitik betreffend die Einfuhr von Hollywood-Produktionen. Seine Bücher widmen sich unterschiedlichen Themenbereichen, wobei sein Anliegen stets ist, diese aus einer christlichen Perspektive zu beleuchten. So kritisiert er beispielsweise charismatische Starprediger und oberflächliche Frömmigkeit. 2020 wurde er in das Kuratorium der Internationalen Martin Luther Stiftung berufen. Im September 2021 berichtete er trotz der Machtübernahme der Taliban live aus der afghanischen Hauptstadt Kabul.
Spieker ist seit 2016 mit der Medienwissenschaftlerin und Autorin Tabitha Bühne verheiratet.

## Veröffentlichungen
- Hollywood unterm Hakenkreuz. Der amerikanische Spielfilm im Dritten Reich. WVT Wissenschaftlicher Verlag, Trier 1999. ISBN 978-3-88476-361-2.
- Mehrwert. Glauben in heftigen Zeiten. Johannis, Lahr 2007. ISBN 978-3-501-05182-5.
- faithbook. Ein Journalist sucht den Himmel. Johannis, Lahr 2009. ISBN 978-3-501-05188-7.
- Mono. Die Lust auf Treue. Pattloch, München 2011. ISBN 978-3-629-02281-3.
- Um das Böse zu besiegen muss man es begreifen. adeo, Asslar 2013. ISBN 978-3-942208-79-6.
- Gott macht glücklich und andere fromme Lügen. SCM Hänssler, Holzgerlingen 2013. ISBN 978-3-7751-5504-5.
- Übermorgenland. Eine Weltvorhersage, Fontis-Verlag, Kreuzlingen 2019, ISBN 978-3-03848-164-5.
- Jesus. Eine Weltgeschichte, Fontis-Verlag, Basel 2020, ISBN 978-3-03848-188-1.
- Jäger des verlorenen Verstandes. Eine Weisheitsschule, Fontis-Verlag, Basel 2023, ISBN 978-3-03848-269-7.

### Als Mitautor
- mit Hartmut Spiesecke: 50 christliche Musik-Klassiker, Hänssler, Holzgerlingen 2005, ISBN 978-3-7751-4231-1.
- mit David Bühne: Rock Me, Dostojewski! Poet. Prophet. Psychologe. Punk. (Zum 200. Geburtstag von Fjodor Michailowitsch Dostojewski), Fontis-Verlag, Basel 2021, ISBN 978-3-03848-224-6.